# Carduncellus caeruleus
Carduncellus caeruleus é uma espécie de planta com flor pertencente à família Asteraceae. 
A autoridade científica da espécie é (L.) C.Presl, tendo sido publicada em Fl. Sicul. (Presl) 1: p. xxx. 1826.
O seu nome comum é cardo-azul.

## Portugal
Trata-se de uma espécie presente no território português, nomeadamente em Portugal Continental e no Arquipélago da Madeira.
Em termos de naturalidade é nativa das duas regiões atrás indicadas.

## Protecção
Não se encontra protegida por legislação portuguesa ou da Comunidade Europeia.